# Posel slunce
Posel slunce (v anglickém originále The Sunbird) je dobrodružný román z afrického prostředí spisovatele Wilbura Smitha v originále vydaný v roce 1972. V témže roce označily New York Times tuto knihu za „zlatý důl vzrušení“. Kniha se dělí na dvě části obsažené v jednom svazku, z nichž jedna popisuje děj v současnosti a druhá minulost příběhu k dokonalému pochopení zápletky.

## Hlavní postavy

### I. část
- Doktor Benjamin Kazin – archeolog, dlouholetý přítel Lourena Sturversanta
- Louren Sturvesant – milionář, dlouholetý přítel dr. Kazina
- Sally Benatorová – asistentka doktora Kazina
- Eldridge Hamilton – archeolog, expert na punské písmo
- Xhai – Křovák, přítel doktora Kazina
- Timothy Mageba – spolupracovník doktora Kazina, později terorista

### II. část
- Huy Ben-Amon – duchovní vůdce lidu Opetu, kněz
- Lannon Hycanus – čtyřicátýsedmý „Velký lev“ Opetu
- Tanith – věštkyně, milenka Ben-Amona
- Manatassi, později Timon – vůdce lidu Vendi, barbarských domorodců ohrožujících království Opetu
- Xhai – Křovák, předek budoucího Xhaie

## Citát z knihy
| „              | Jak stařec pracoval, vítr vzdychal a šeptal ve skalách a ty vzdechy se podobaly vzdechům člověka, který ztratil svou lásku i svou zem, popřel své bohy a poskytl akt milosrdenství příteli. Možná takto vzdychl naposled, když vzal meč pokrytý krví přítele, opřel jeho rukojeť o kamennou podlahu a nasměroval jeho hrot pod žebra. | “ |
| — Posel slunce | |   |

Citát se skládá z posledních vět knihy, ve kterých je zachycen smutný konec velekněze Opetu, Huye Ben-Amona.